# وحشت در آمیتی‌ویل
وحشت در آمیتی‌ویل (انگلیسی: The Amityville Horror) کتابی از نویسنده آمریکایی جی. آنسون است که در سپتامبر ۱۹۷۷ منتشر شد. همچنین اساس مجموعه‌ای از فیلم‌های منتشر شده از سال ۱۹۷۹ تا اکنون به همین نام است. این کتاب بر اساس ادعای تجارب ماوراء الطبیعه توسط خانواده لوتز است، اما منجر به بحث و دعوا بر سر درستی آن شده‌است.

## مبنای تاریخی
در ۱۳ نوامبر ۱۹۷۴، رونالد دفئو جی‌آر. شش عضو خانواده خود را در خیابان اوشن ۱۱۲، خانه بزرگ هلندی استعماری واقع در محله حومه شهر آمیتی‌ویل، در ساحل جنوبی لانگ آیلند، نیویورک، به ضرب گلوله کشت. او در نوامبر ۱۹۷۵ به قتل درجه دوم محکوم شد و به شش دوره از ۲۵ سال تا حبس ابد محکوم شد. دفئو در مارس ۲۰۲۱ در بازداشت درگذشت.
در دسامبر ۱۹۷۵، جورج و کتی لوتز و سه فرزندشان به خانه نقل مکان کردند. پس از ۲۸ روز، خانواده لوتز از خانه فرار کردند و ادعا کردند که در حین زندگی در آنجا توسط پدیده‌های ماوراء الطبیعه وحشت زده شده‌اند.

## فیلم‌ها
- وحشت در آمیتی‌ویل (۱۹۷۹)
- وحشت در آمیتی‌ویل ۲ (۱۹۸۲)
- آمیتی‌ویل سه‌بعدی (۱۹۸۳)
- وحشت در آمیتی‌ویل ۴ (۱۹۸۹)
- نفرین آمیتی‌ویل (۱۹۹۰)
- آمیتی‌ویل: زمانش فرا رسیده‌است (۱۹۹۲)
- آمیتی‌ویل: نسل جدید (۱۹۹۳)
- خانه عروسکی آمیتی‌ویل (۱۹۹۶)
- وحشت در آمیتی‌ویل (۲۰۰۵-بازسازی)
- آمیتی‌ویل فراموش نشدنی (۲۰۱۱)
- تیمارستان آمیتی‌ویل (۲۰۱۳)
- خانه مرگ آمیتی‌ویل (۲۰۱۵)
- تئاتر آمیتی‌ویل (۲۰۱۵)
- آمیتی‌ویل: بدون فرار (۲۰۱۶)
- آمیتی‌ویل: نقطه ناپدید شدن (۲۰۱۶)
- میراث آمیتی‌ویل (۲۰۱۶)
- ترور آمیتی‌ویل (۲۰۱۶)
- زندان آمیتی‌ویل (۲۰۱۷)
- آمیتی‌ویل: بیداری (۲۰۱۷)
- آمیتی‌ویل: شیطان هرگز نمی‌میرد (۲۰۱۷)
- جن‌گیری آمیتی‌ویل (۲۰۱۷)
- قتل‌های آمیتی‌ویل (۲۰۱۸)
- محصول آمیتی‌ویل (۲۰۲۰)
- جادوگران آکادمی آمیتی‌ویل (۲۰۲۰)
- خون‌آشام آمیتی‌ویل (۲۰۲۱)